# Cantonul La Voulte-sur-Rhône
Cantonul La Voulte-sur-Rhône este un canton din arondismentul Privas, departamentul Ardèche, regiunea Rhône-Alpes, Franța.

## Comune
- Beauchastel
- Charmes-sur-Rhône
- Gilhac-et-Bruzac
- Rompon
- Saint-Cierge-la-Serre
- Saint-Fortunat-sur-Eyrieux
- Saint-Georges-les-Bains
- Saint-Laurent-du-Pape
- Saint-Michel-de-Chabrillanoux
- La Voulte-sur-Rhône (reședință)